# Quinarian system
Quinarian system – metoda klasyfikacji zwierząt z krótkim okresem popularności w połowie XIX wieku, szczególnie powszechna wśród brytyjskich przyrodników. W większości rozwinięta przez entomologa Williamsa MacLeaya w 1819. System ten był następnie promowany w pracach Nicholasa Aylwarda Vigorsa, Williama Swainsona i Johanna Jakoba Kaupa. Prace Swainsona poświęcone ornitologii zwróciły uwagę szerszej publiki na to zagadnienie. Ta metoda klasyfikacji miała swoich przeciwników jeszcze przed publikacją O powstawaniu gatunków Darwina (1859), które utorowało drogę dla drzew filogenetycznych.

## Metoda klasyfikacji

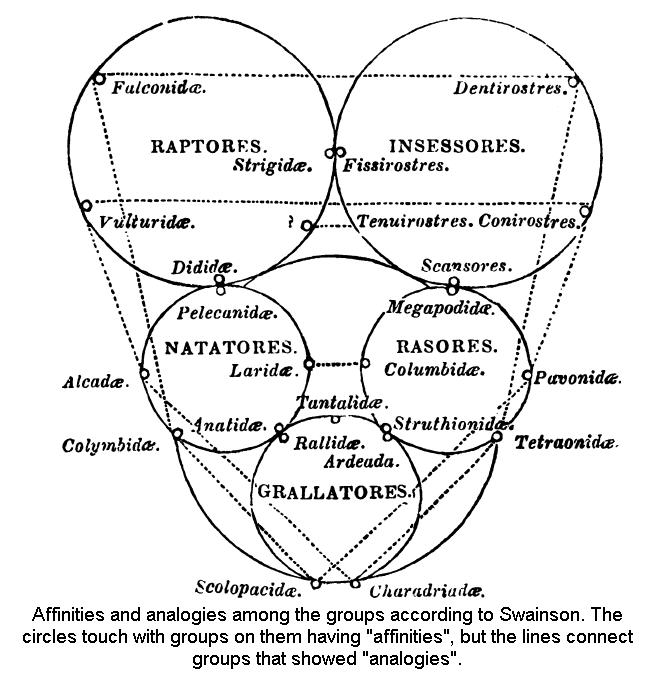
Powiązania różnych grup ptaków ze sobą wg Swainsona

Quinarianism zyskał swoją nazwę dzięki kładzeniu nacisku na liczbę 5: według tego systemu każdy takson miał dzielić się na pięć podgrup, a jeśli znano ich mniej, to według zwolenników systemu, pozostałe czekały na odkrycie.

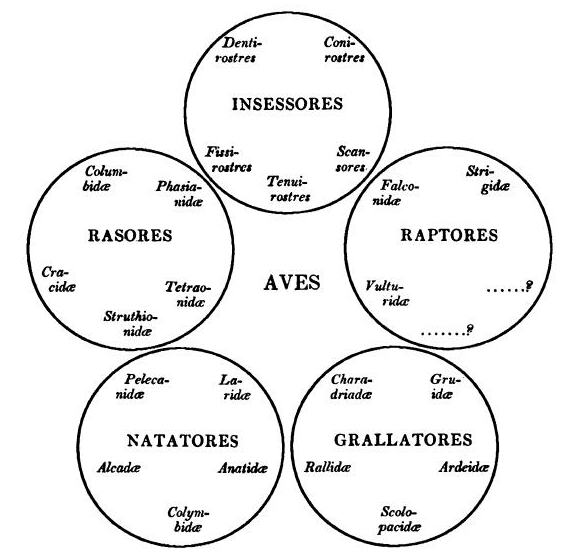
Klasyfikacja ptaków autorstwa Vigorsa. Brakujące pozycje reprezentowały według autora nieodkryte jeszcze taksony

Prawdopodobnie wynikło to z przypadkowych obserwacji dotyczących różnych grup, a później zostało podniesione do rangi zasady przez zwolenników systemu. Pomysłodawca tego systemu miał dostęp do dużych zbiorów entomologicznych ojca – Alexandra Macleaya, sekretarza Towarzystwa Linneuszowskiego. Swoją pierwszą pracę poświęcił rodzajowi Scarabaeus w ujęciu Linneusza, w obrębie którego zauważył pewne skomplikowane zależności. Wnioski z badania nad rodzajem rozciągnął na inne taksony, tworząc quinarian system. Później quinarian system stał się o wiele bardziej wymyślny. Zaproponowano, by każdą z pięciu grup reprezentować jako okrąg, zaś te znajdujące się bliżej siebie miały być ze sobą bliżej spokrewnione. Zazwyczaj w takim układzie grupy uznane za najbardziej rozwinięte znajdowały się u góry. Każde koło stykało się lub nakładało z innym; takie nakładanie się istniejące także w naturze nazywano stycznością.

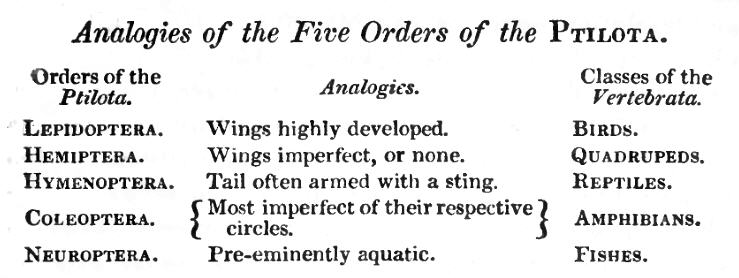
Układ różnych grup insektów według Swainsona oraz ich analogie do kręgowców

Innym aspektem tego systemu było wyodrębnianie analogii wśród różnych grup (Swainson, 1835):

Powinniśmy uznać to za naturalny system, który dąży do wyjaśnienia różnorodnych relacji, jaki pewne obiekty mają z innymi, nie poprzez proste więzi, idąc jeden za drugim jak ogniwa bezkresnego łańcucha, ale poprzez odleglejsze związki [analogie], za pomocą których reprezentują inne obiekty, zupełnie od nich odmienne w swej strukturze i organizacji.

Quinarianism nie był popularny poza Wielką Brytanią (znaleźli się jednak zwolennicy w Kanadzie, np. William Hincks); wyszedł z użycia do lat 40. XX wieku, kiedy bardziej zawiłe „mapy” tworzyli Hugh Edwin Strickland i Alfred Russel Wallace. Strickland i inni autorzy odrzucili używanie „analogii” w tworzeniu systemu naturalnego klasyfikacji organizmów. Główna argumentacja Stricklanda przeciwko quinarian system pochodziła z jego doświadczenia jako geologa. Część aspektów budowy zwierząt miała być odzwierciedleniem panujących aktualnie warunków środowiska, stąd ze względu na nieciągły charakter warunków klimatycznych i geologicznych na ziemi odzwierciedlające je cechy zwierząt również nie mogły być ciągłe. Quinarian system został w końcu odrzucony na rzecz rzeczywiście naturalnych systemów, głównie tych opartych na pokrewieństwie ewolucyjnym.